# Sensor (album)
Sensor è il sesto album in studio del gruppo musicale tedesco Camouflage, pubblicato nel 2003.

## Tracce
1. Me and You – 4:40
2. Perfect – 4:54
3. Harmful – 4:28
4. Here She Comes – 4:37
5. I Can't Feel You – 4:07
6. Lost – 5:55
7. I'll Follow Behind – 4:20
8. Adrenalin – 1:08
9. Blink (featuring Neele Ternes) – 5:17
10. Thief – 4:36
11. Together – 4:45
12. 74 Minutes – 2:56
13. You Turn – 11:05